# Beaumat
Beaumat foi uma antiga comuna francesa na região administrativa de Occitânia, no departamento de Lot. Estendia-se por uma área de 8,10 km². Em 2010 a comuna tinha 76 habitantes (densidade: 9,4 hab./km²).
Em 1 de janeiro de 2016, ela foi incorporada ao território da nova comuna de Cœur-de-Causse.